# Adriça
Adriça ou driça é um cabo que serve para içar e arriar vergas, velas e bandeiras, fazendo parte do chamado massame fixo. No iatismo toma muitas vezes o nome da vela a que pertence pelo que se fala de adriça da vela grande, de genoa, ou de spinnaker.
Fabricadas em canábis ou em algodão entre a Idade Média e o Século XIX as adriças são actualmente em metal ou numa mistura metal/fibra, onde a fibra cobre a parte interna metálica.